# Merlyn
Merlyn war eine niederländische Literaturzeitschrift von Kees Fens, Hans Ulrich Jessurun d’Oliveira und J.J. Oversteegen. Das Blatt erschien zum ersten Mal im November 1962. Es erschienen in vier Jahrgängen bis zum Jahr 1966 und wurde herausgegeben durch den Verlag Athenaeum-Polak & Van Gennep.
Merlyn ist vor allem deshalb bekannt, weil sie die Technik des Close Reading in den niederländischen Literaturbetrieb einbrachte. Die Zeitschrift reagierte damit auf die in den 1950er Jahren dominante Form der Literaturkritik, bei der – nach Meinung der Merlyn-Redakteure – der Philosophie, Psychologie und Moral viel Aufmerksamkeit geschenkt wurde, während der Text selbst vernachlässigt wurde. Damit ließ Merlyn die vorm of vent – Diskussion der 1930er Jahre in einiger Hinsicht wieder aufleben. Close Reading analysiert und interpretiert Literatur ausschließlich anhand des Textes selbst und seiner Struktur. Außerliterarische Faktoren bleiben unbeachtet.
Diese Art der Literaturbetrachtung von Merlyn hatte großen Einfluss auf die Literaturkritik und Literaturwissenschaft in den Niederlanden.